# Cerro Pucú
El Cerro Pucú es un montículo situado en el sur del Departamento de Paraguarí, República del Paraguay, en la jurisdicción del municipio de Caapucú. Dicho cerro se localiza a 15 kilómetros aproximadamente al suroeste del casco urbano de la ciudad de Caapucú. Su pico es de 215 metros sobre el nivel del mar. Pertenece al grupo de cerros de la cordillera de Ybycuí. Se ubica en las coordenadas 26°20′58″S 57°15′3″O / -26.34944, -57.25083.